# Marcel Dobler

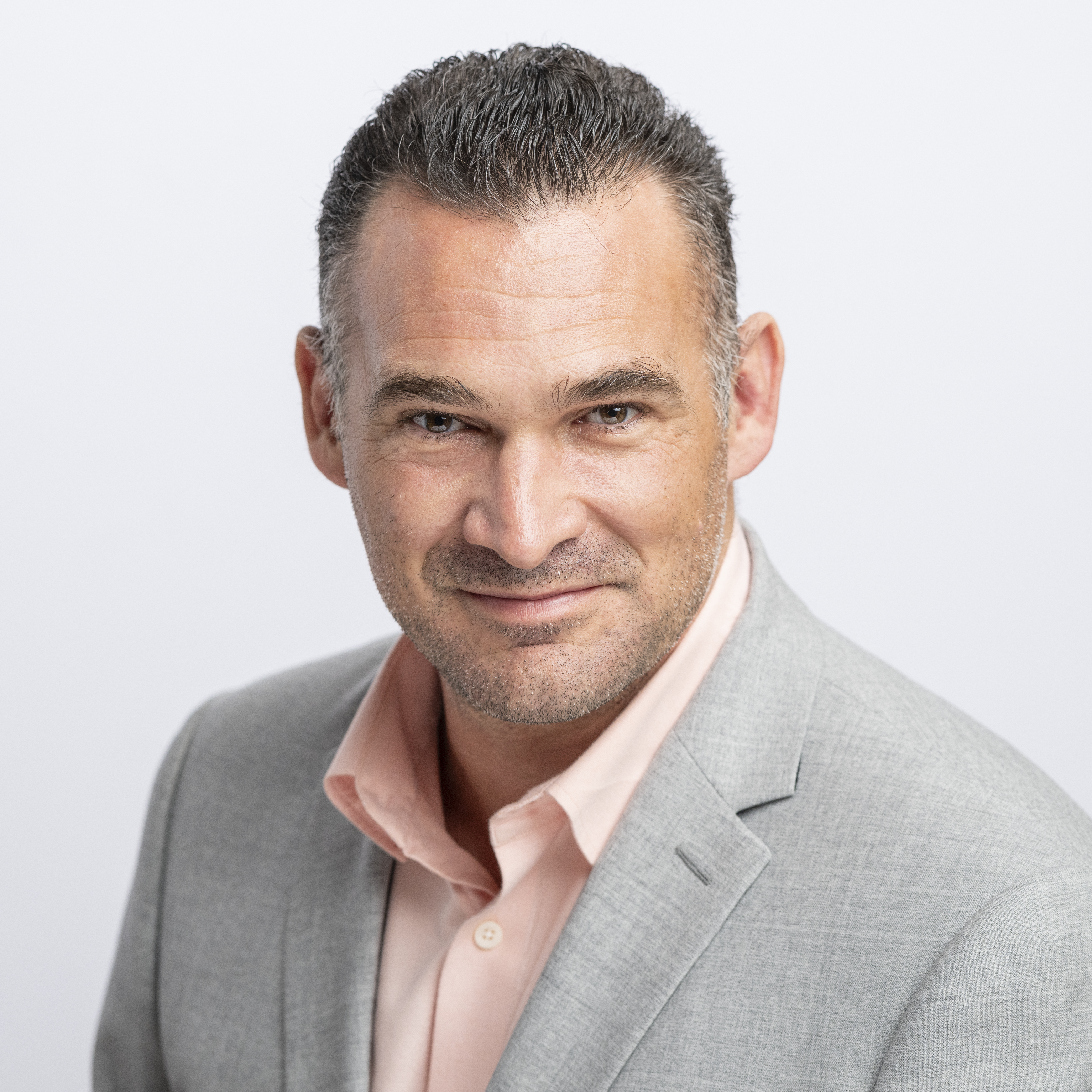
Marcel Dobler (2023)

Marcel René Dobler (* 29. August 1980 in Männedorf, Kanton Zürich; heimatberechtigt in Appenzell und Rapperswil-Jona) ist ein Schweizer Unternehmer, ehemaliger Spitzensportler und Politiker (FDP). Er ist Gründungsmitglied des Unternehmens Digitec Galaxus und war während 13 Jahren dessen CEO. Seit 2015 ist er Mitglied des Nationalrats.

## Leben
Dobler schloss eine Lehre als Elektroniker mit Berufsmatura ab. Nach der Rekrutenschule als Militärpolizeigrenadier begann er ein Informatikstudium an der Hochschule Rapperswil. 
Während des Studiums gründete er zusammen mit Oliver Herren und Florian Teuteberg im April 2001 das Unternehmen Digitec. Dobler entwickelte Digitec als Co-CEO zum führenden Schweizer Geschäft im Onlineverkauf von Unterhaltungselektronik. Nach der Übernahme durch die Migros beendete er seine Tätigkeit als Co-CEO und verliess das Unternehmen nach 13 Jahren. Ab 2018 war er Miteigentümer und Verwaltungsrat des Spielwarenunternehmens Franz Carl Weber, 2019 stockte er seine Beteiligung auf 50 Prozent auf und wurde Präsident des Verwaltungsrats. Per 1. Juli 2023 wurde das ganze Unternehmen an die Müller Handels AG Schweiz verkauft, die zur deutschen Drogeriemarktkette Müller gehört. Dobler blieb bis Ende 2023 Verwaltungsrat.
Dobler war Präsident von ICT Switzerland und ist nach deren Fusion mit Digitalswitzerland dort wie auch bei Economiesuisse Vorstandsmitglied.
Dobler lebt zusammen mit seiner Frau und den beiden Kindern in Rapperswil-Jona.

## Politik
Bei den Schweizer Parlamentswahlen 2015 wurde Dobler im Kanton St. Gallen in den Nationalrat gewählt. Dort ist er (Stand: 2023) Mitglied der Kommission für soziale Sicherheit und Gesundheit,  der Legislaturplanungskommission 2019–2023 und der Gruppe Parlaments-IT (PIT) der Bundesversammlung. Zuvor war er Mitglied der Sicherheitspolitischen Kommission. Nach eigenen Angaben gehören Wirtschaftspolitik, Infrastruktur, Verkehr, Digitalisierung und Cyber-Sicherheit zu seinen Kernthemen.
Bei den Schweizer Parlamentswahlen 2019 kandidierte Dobler als Ständerat sowie erneut als Nationalrat. Er wurde als Nationalrat wiedergewählt, ebenso bei den Wahlen 2023.

## Sportliche Erfolge
- 2006: 3. Rang (Schweizer Meisterschaft) Freiluft Männer Zehnkampf (7015 Punkte)[15]
- 2007: 3. Rang (Schweizer Meisterschaft) Halle Männer Siebenkampf (5192 Punkte)[16]
- 2007: Vize-Schweizer-Meister Freiluft Männer Zehnkampf (7268 Punkte)
- 2009: Schweizer Meister Freiluft Männer Zehnkampf (7465 Punkte)[17]
- 2012: Schweizer Meister Mehrkampf Freiluft
- 2015/2016: Vize-Schweizer-Meister 2er-Bob St. Moritz
- 2015/2016: Schweizer Meister 4er-Bob St. Moritz
- 2017/2018: Schweizer Meister 4er-Bob St. Moritz[18]

## Auszeichnungen
Dobler erhielt 2015 zusammen mit den Mitgründern von Digitec den Best of Swiss Web Ehrenpreis.